# Foreste decidue umide delle pianure del basso Gange
Le foreste decidue umide delle pianure del basso Gange sono un'ecoregione dell'ecozona indomalese, definita dal WWF, che si estende attraverso il Bangladesh e l'India orientale (codice ecoregione: IM0120).

## Territorio
In passato le foreste decidue umide tropicali rappresentate da questa ecoregione si estendevano lungo il corso inferiore del Gange e del Brahmaputra, attraverso gli stati indiani di Bihar, Bengala Occidentale, Assam, Uttar Pradesh e Orissa e la maggior parte del Bangladesh. Il monsone di sud-ovest proveniente dal golfo del Bengala si abbatte sull'ecoregione apportando più di 3500 mm di pioggia durante i quattro mesi che vanno da giugno a settembre. Inoltre, devastanti cicloni colpiscono regolarmente la regione, provocando inondazioni diffuse.
Il substrato alluvionale depositato dai fiumi è argilloso e scarsamente permeabile, ma nelle pianure rivierasche più stabili ma soggette a inondazioni il terreno tende ad essere più sabbioso, con solo alcune aree sparse di suolo argilloso.

## Flora
La vegetazione è di tipo semi-deciduo; gli alberi svettanti che costituiscono la volta della foresta sono specie decidue, mentre lo strato intermedio è caratterizzato da specie sempreverdi. Le foreste aperte sono dominate da Bombax ceiba in associazione con Albizia procera, Duabanga grandiflora e Sterculia villosa. Queste sono le comunità originarie che successivamente diverranno foreste di sal (Shorea robusta) se sarà consentito il processo di successione naturale. Tuttavia, nella maggior parte dell'area le foreste non riescono a raggiungere lo stadio culminante per tutta una serie di motivi, generalmente di carattere antropico.
Le foreste rivierasche sono caratterizzate da un'associazione Acacia-Dalbergia che comprende Senegalia catechu, Albizia procera, Bombax ceiba, Sterculia villosa e Dalbergia sissoo. Nella parte più settentrionale dell'ecoregione, in Assam, le foreste sono costituite da Duabanga-Pterospermum-Terminalia in associazione con Bombax ceiba, Pterospermum acerifolium, Dendrocnide sinuata, Duabanga grandiflora, Terminalia myriocarpa e Calamus tenuis.
Nelle zone permanentemente inondate o umide caratterizzate da terreni fini e argillosi e da un ricco strato di humus, il sottobosco è costituito da impenetrabili canneti. Gli incendi periodici sono frequenti e pertanto in queste aree si trovano anche specie resistenti al fuoco come Ziziphus jujuba, Madhuca longifolia, Aegle marmelos, Butea monosperma, Terminalia tomentosa, Ochna pumila e molte altre.

## Fauna
L'ecoregione non presenta elevati livelli di endemismo, ma ospita comunque alcune specie minacciate. I mammiferi sono rappresentati da 126 specie, compresa una forma quasi endemica, il pipistrello Tadarida teniotis. Specie in pericolo di estinzione qui presenti sono la tigre (Panthera tigris), l'elefante asiatico (Elephas maximus), il gaur (Bos gaurus), l'orso labiato (Melursus ursinus), la lontra liscia (Lutrogale perspicillata), la civetta indiana (Viverra zibetha) e l'antilopre quadricorne (Tetracerus quadricornis). Di particolare importanza ai fini della conservazione della specie è la popolazione di elefanti presente nel Distretto di Midnapore.
L'avifauna è rappresentata da 380 specie, nessuna delle quali endemica. Comunque, l'ecoregione ospita due specie globalmente minacciate, il florican del Bengala (Houbaropsis bengalensis) e il florican minore (Sypheotides indicus), così come l'aquila pescatrice di Pallas (Haliaeetus leucoryphus) e il francolino di palude (Francolinus gularis). Il bucero grigio indiano (Ocyceros birostris) e il bucero bianconero orientale (Anthracoceros albirostris) sono buoni indicatori della qualità della foresta e necessitano di urgenti misure di protezione.

## Conservazione

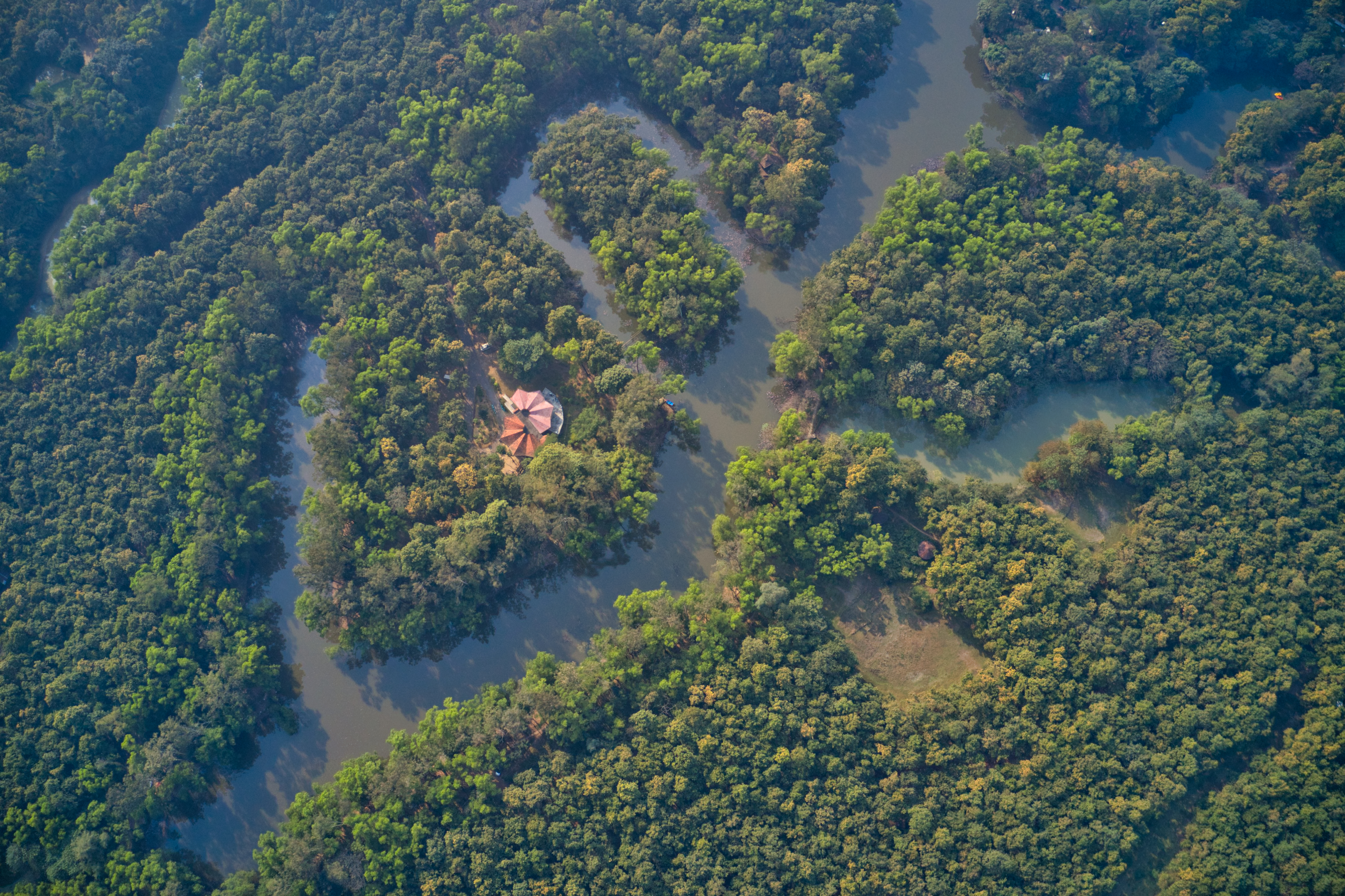
Parco nazionale di Bhawal

Nonostante centinaia di anni di attività antropiche, molte foreste rimasero intatte fino all'inizio del XX secolo. Da allora il tasso di deforestazione è accelerato e le aree ricoperte da vegetazione originaria sono quasi del tutto scomparse. Solo il 3% circa della superficie originaria è ancora ricoperta da foreste, e rimane unicamente una sola area di habitat intatto di grandi dimensioni (a sud di Varanasi). Sebbene all'interno dell'ecoregione si trovino più di quaranta aree protette, esse coprono solo circa il 3% dell'ecoregione e più della metà di queste sono di piccole dimensioni, con un'area inferiore ai 100 km².